# 圣尼各老堂 (梅拉诺)

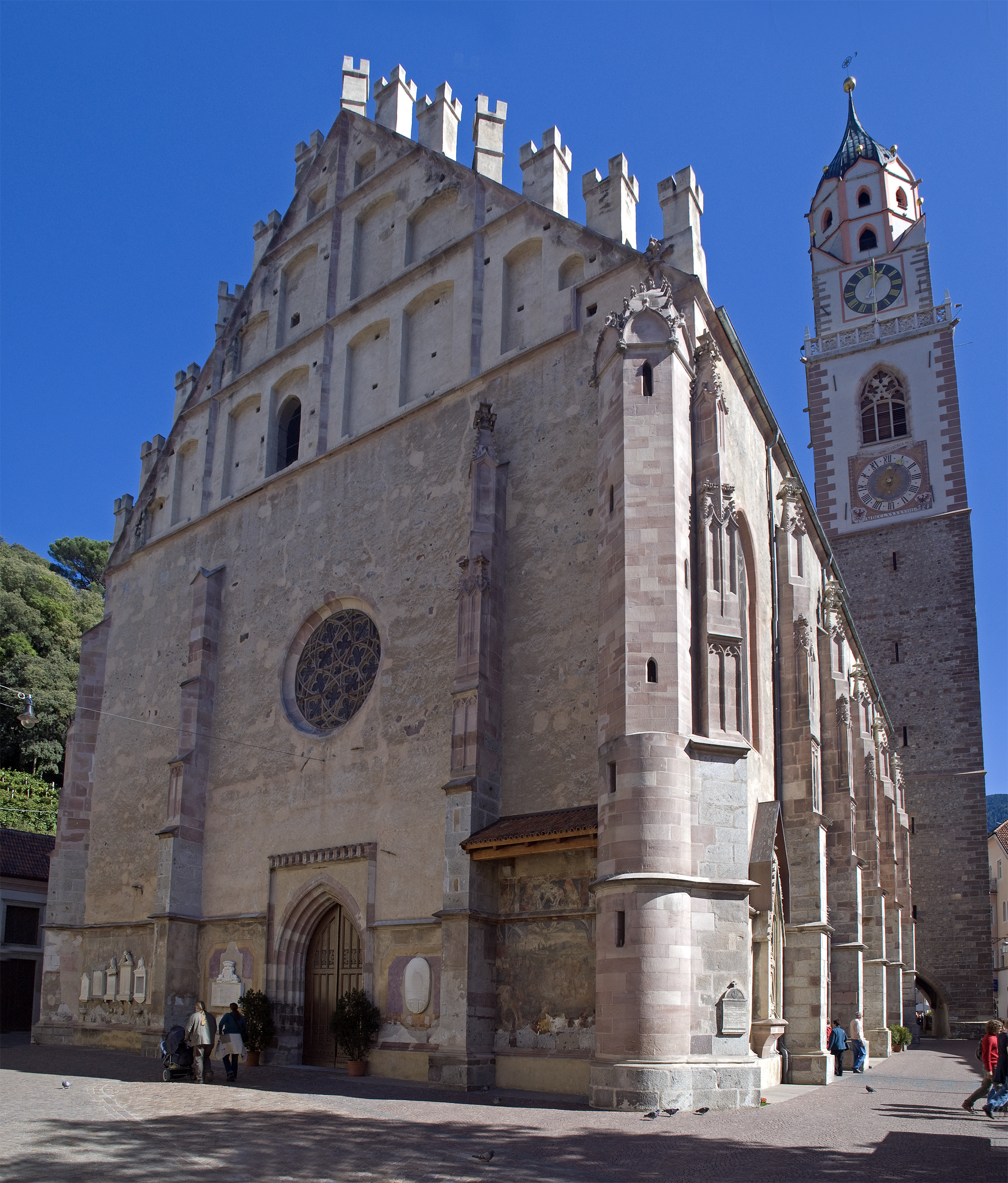
梅拉诺圣尼各老堂

圣尼各老堂（義大利語：Chiesa di San Nicolò)是一座罗马天主教的堂区教堂，位于意大利北部博尔扎诺-上阿迪杰自治省梅拉诺。
该堂供奉梅拉诺的主保圣人圣尼各老。它位于老城中心的拱廊巷（Laubengasse）尽头，介于座堂广场（Domplatz）与堂区广场（Pfarrplatz）之间。它最早见于记载是在1220年，在14世纪进行了扩建，目前的风貌定型于1465年。建筑风格主要是哥特式。
该堂拥有3个通廊，花窗玻璃保存完好，大门上方有一个大玫瑰窗，还有许多不同时期的圣人木制雕塑和绘画，其中最重要的是正祭台和讲道台。
堂外有一座高大的钟楼，有一个日晷。墙上排列着古老的墓碑，以及描绘耶稣基督生平的各种绘画。
教堂的后面是圣白芭蕾小堂。